# Estació de Tàrrega
Tàrrega és una estació de ferrocarril propietat d'adif situada al nord de la població de Tàrrega a la comarca de l'Urgell. L'estació es troba a la línia Barcelona-Manresa-Lleida i hi tenen parada trens de la línia R12 dels serveis regionals de Rodalies de Catalunya, operat per Renfe Operadora.
Aquesta estació de la línia de Manresa o Saragossa va entrar en funcionament l'any 1860 quan va entrar en servei el tram construït per la Companyia del Ferrocarril de Saragossa a Barcelona entre Manresa (1859) i Lleida.
L'any 2016 va registrar l'entrada de 29.000 passatgers.

## Serveis ferroviaris
| Rodalia de Lleida      |           |                           |         |                        |
| Procedència/Destinació | <         | Línia                     | >       | Procedència/Destinació |
| Lleida Pirineus        | Anglesola |                           | Cervera | Cervera                |
| Lleida Pirineus        | Anglesola | Terrassa Estació del Nord | Cervera |                        |